# Shigeru Mukai
Pour les articles homonymes, voir Mukai.
Shigeru Mukai (向井 茂, Mukai Shigeru, né le 8 décembre 1953) est un mathématicien japonais, qui s'occupe de géométrie algébrique.

## Carrière
Mukai étudie à l'Université de Kyoto, d'où il est diplômé en 1978 et obtient son doctorat en 1982 avec une thèse intitulée « Duality between D(X) and D(X̂) with its application to Picard sheaves ». À partir de 1978, il est à l'Université de Nagoya. En 1981, il travaille à l'Institute for Advanced Study et en 1982, à l'Institut Max-Planck de mathématiques. En 1984, il est maître de conférences à l'Université de Nagoya, puis en 1988, professeur adjoint à l'Université de Californie à Los Angeles et à partir de 1990, professeur à l'Université de Nagoya. En 2001, il est professeur à l'Institut de recherches pour les sciences mathématiques (RIMS) de l'Université de Kyoto.

## Travaux
En 1981, il établit une construction analogue à la transformation de Fourier en géométrie algébrique. Elle est connue sous le nom de transformée de Fourier-Mukai.
Il travaille ensuite sur les fibrés vectoriels sur des surfaces K3, des variétés de Fano en trois dimensions, en théorie modulaire, en théorie de Brill-Noether non-commutative.
Il a aussi trouvé un nouveau contre-exemple au 14ème problème de Hilbert (un premier contre-exemple a été trouvé en 1959 par Masayoshi Nagata).

## Prix et distinctions
En 1996, il a reçu le prix d'automne de la Société mathématique du Japon. En 2002, il est conférencier invité au Congrès international des mathématiciens à Pékin avec une conférence intitulée Vector Bundles on a K3 Surface). En 2003, il a reçu le Prix Osaka et en 2000, il est lauréat du prix culturel Chunichi Shinbun.

## Publications
- Shigeru Mukai et W. M. Oxbury, An Introduction to Invariants and Moduli, vol. 81, Cambridge University Press, coll. « Cambridge Studies in Advanced Mathematics », 8 septembre 2003 (1re éd. 1998), 503 p. (ISBN 978-0-521-80906-1, MR 2004218, lire en ligne)
- Théorie des modules, 2 volumes, Ivanami Shoten 2008 (en Japonais)
  - Shigeru Mukai, モジュライ理論（1）, Iwanami Shoten,‎ 5 décembre 2008, 174 p. (ISBN 978-4-00-006057-8)
  - Shigeru Mukai, モジュライ理論（2）, Iwanami Shoten,‎ 5 décembre 2008, 296 p. (ISBN 978-4-00-006058-5)
- Shigeru Mukai, Duality between D(X) and D(X̂) with its application to Picard sheaves, coll. « Nagoya Mathematical Journal », 1981 (lire en ligne), p. 153-175

## Liens
- Site officiel
- Ressources relatives à la recherche :   - Mathematics Genealogy Project
  - Researchmap
  - Scopus
- Notices d'autorité :   - VIAF
  - ISNI
  - IdRef
  - LCCN
  - GND
  - Japon
  - CiNii
  - Pays-Bas
  - Israël
  - NUKAT
  - Suède
- Page d'accueil
- (en) « Shigeru Mukai », sur le site du Mathematics Genealogy Project